# Eulasiona cinerea
Eulasiona cinerea là một loài ruồi trong họ Tachinidae.